# Fecho reflexivo
Em matemática, o fecho reflexivo de uma relação binária R num conjunto A é a menor relação reflexiva em A que contém R.
Ou seja, dada uma relação R em A, o fecho reflexivo obtém-se acrescentando a R o mínimo de elementos necessários para a tornar reflexiva.

## Definição formal
O fecho reflexivo S de uma relação R num conjunto A é dado por:
{\displaystyle S=R\cup \left\{(x,x):x\in A\right\}}
Por outras palavras, o fecho reflexivo de R é obtido pela união de R com a relação identidade em A.

## Exemplos
- Dado o conjunto {\displaystyle A=\left\{1,2,3\right\},} seja B a relação definida em A por {\displaystyle B=\left\{(1,1),(1,2),(2,3)\right\}.}

O fecho reflexivo {\displaystyle B_{r}} desta relação é dado por {\displaystyle B\cup \left\{(1,1),(2,2),(3,3)\right\},} ou seja, {\displaystyle B_{r}=\left\{(1,1),(1,2),(2,2),(2,3),(3,3)\right\}.}
- Seja o conjunto {\displaystyle L=\left\{a,b,c\right\}} e a relação M em L tal que {\displaystyle M=\left\{(a,a),(b,b),(c,c),(a,c)\right\}.}

Como a relação M já é reflexiva, o seu fecho reflexivo {\displaystyle M_{r}} coincide com ela própria: {\displaystyle M_{r}=M.}
- Considere-se a relação definida em {\displaystyle \mathbb {R} } por "x é menor que y". O fecho transitivo desta relação é a relação "x é menor ou igual que y".